# 稻水鼠屬
稻水鼠屬（学名：Sigmodontomys），哺乳綱、囓齒目、倉鼠科的一屬，而與稻水鼠屬（哈氏稻水鼠）同科的動物尚有暖鼠屬（暖鼠）、南美嶺鼠屬（金嶺鼠）、棉鼠屬（棕棉鼠）、褐鼷鼠屬（褐鼷鼠）等之數種哺乳動物。

## 下属物种
本属包括以下物种：
- Sigmodontomys alfari J.A.Allen, 1897
- Sigmodontomys aphrastus (Harris, 1932)